# Anders Knutson Ångström
Anders Knutson Ångström (ur. 28 lutego 1888 w Sztokholmie, zm. 27 października 1981) – szwedzki geofizyk, członek Szwedzkiej Akademii Nauk (od 1948). Od 1949 dyrektor instytutu meteorologicznego i hydrologicznego w Sztokholmie. Prowadził prace dotyczące aktywności Słońca, zmian stałej słonecznej oraz bilansu cieplnego Ziemi i atmosfery ziemskiej. Skonstruował pyranometr.
Syn fizyka Knuta Johana Ångströma, wnuk słynnego fizyka Andersa Jonasa Ångströma (twórcy jednostki angstrem).